# Ononis angustissima
Ononis angustissima är en ärtväxtart som beskrevs av Jean-Baptiste de Lamarck. Ononis angustissima ingår i släktet puktörnen, och familjen ärtväxter. Utöver nominatformen finns också underarten O. a. longifolia.

## Bildgalleri

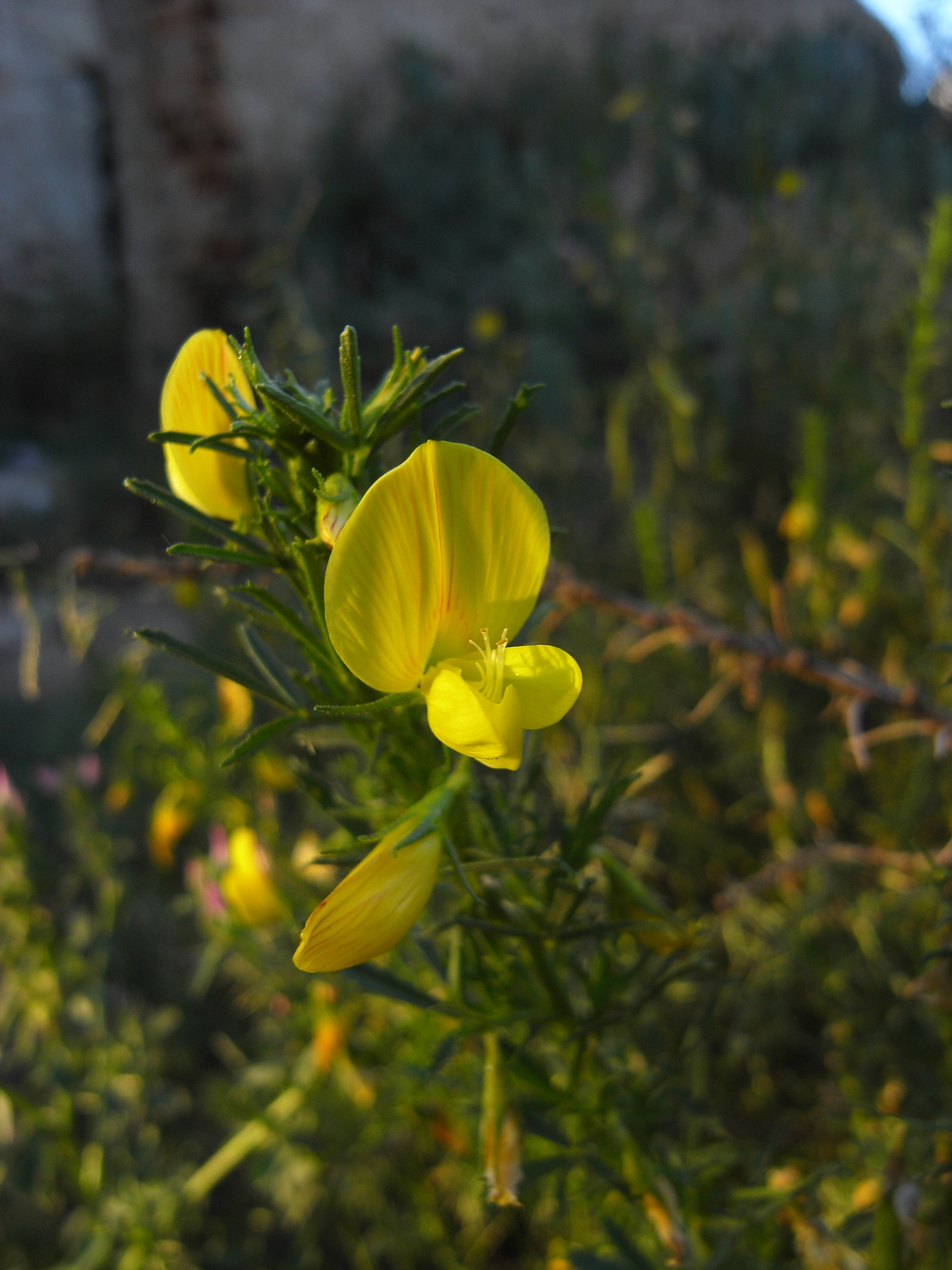